# Carles IV del Sacre Imperi Romanogermànic
Carles I de Bohèmia o Carles IV de Germània i Luxemburg (Praga, 14 de maig de 1316 - Praga, 29 de novembre de 1378), de la Casa de Luxemburg, va ser Rei dels Romans (a partir de 1346), i va ser el primer rei de Bohèmia (a partir de 1347) a convertir-se en emperador del Sacre Imperi Romanogermànic (a partir de 1355). Era membre de la casa de Luxemburg per part del pare i de la dinastia Premíslida txeca per part de la mare; els seus avantpassats directes de la línia Premíslida incloïen dos sants.

## Biografia
Nasqué a Praga el 14 de maig de 1316, sent el fill gran i hereu de Joan el Cec, rei de Bohèmia i comte de Luxemburg, que va morir en la batalla de Crécy el 26 d'agost de 1346. La seva mare, Elisabet, reina de Bohèmia, era germana de Venceslau III, rei de Bohèmia i Polònia, l'últim dels governants de la dinastia Premíslida de Bohèmia. Va ser batejat amb el nom de Venceslau, com el seu avi matern, però més tard va canviar-se el nom pel de Carles, quan després de la seva confirmació va viatjar a la cort francesa del seu oncle Carles IV de França, on residí set anys.

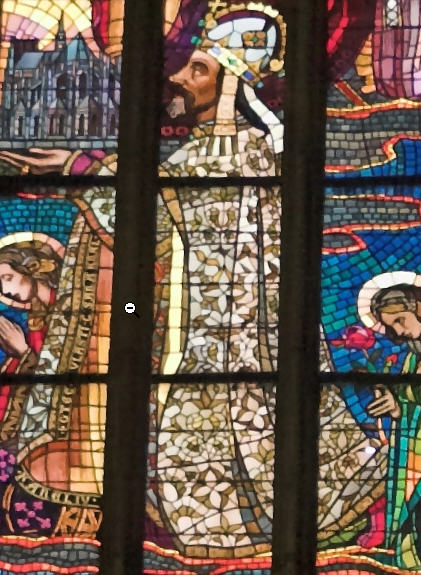
Vitrall de la Catedral de Sant Vit (Praga) representant Carles IV

Carles va ser educat a França i aprengué a parlar amb fluïdesa cinc llengües: llatí, txec, alemany, francès i italià. El 1331 va guanyar experiència militar amb el seu pare en campanyes a Itàlia, i a partir del 1333 ja va començar a administrar les terres de la corona de Bohèmia a causa de les freqüents absències del seu pare, que a més cada cop tenia la vista més deteriorada. El 1334 va ser nomenat marcgravi de Moràvia, el títol tradicional que rebien els hereus al tron bohemi.

### Accés al tron
L'11 de juliol de 1346, els prínceps electors el van escollir com a Rei dels Romans (rex Romanorum) en oposició a Lluís IV del Sacre Imperi Romanogermànic. El pare de Carles era un aliat del Papa Climent IV, enemic declarat de l'emperador romanogermànic Lluís IV i per aquest motiu, l'11 de juliol de 1346 Carles va ser proclamat Rei dels Romans (Rei d'Alemanya) en oposició a Lluís IV per part dels prínceps electors, però molts bisbes i gairebé totes les ciutats imperials van romandre lleials a Lluís el Bavarès.
Carles va donar suport a Felip VI de França a la Guerra dels Cent Anys, perdent el seu pare i molts dels seus millors cavallers a la batalla de Crécy l'agost de 1346, i el mateix Carles va escapar del camp de batalla ferit, però va ser coronat el 26 de novembre de 1346 a Bonn. Amb la mort del seu pare va heretar el comtat de Luxemburg del seu pare i va ser elegit rei de Bohèmia, sent coronat el 2 de setembre de 1347, i quan Lluís IV va morir mentre caçava senglars l'octubre de 1347, i Günther von Schwarzburg fou escollit per succeir-lo, sent derrotat per Carles al setge d'Eltville. Von Schwarzburg va acordar amb Carles la renúncia al tron imperial i l'amnistia per a ell i els seus aliats posant fi a la guerra civil. Cap més candidat va aconseguir obtenir suports suficients deixant a Carles com a rei dels romans en solitari, sent reelegit el 1349 i coronat Rei dels Romans.

### Regnat
Carles va ser elegit un altre cop i es feu coronar oficialment a Aquisgrà el 25 de juliol de 1349. Va guanyar-se el suport dels Habsburg a tracés del matrimoni de la seva filla Caterina amb Rodolf IV d'Àustria, i ell mateix es va casar en segones núpcies amb la filla del comte palatí Rodolf II.
El 1353 va confiar el comtat de Luxemburg, l'herència del seu pare, al seu germanastre Venceslau.

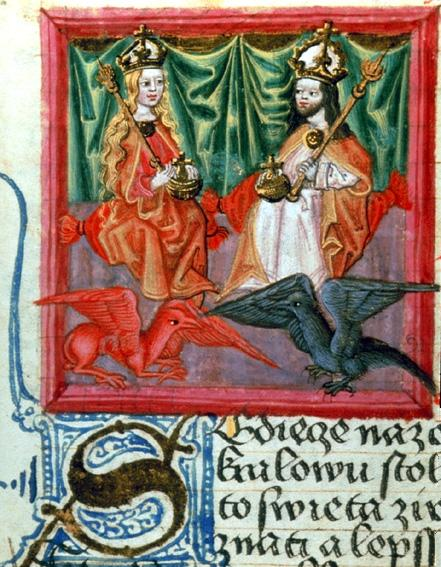
Carles IV amb la seva primera esposa Blanca

D'acord amb els compromisos contrets amb el Papa Climent quan rebé el seu suport, Carles va desentendre's dels drets imperials a Itàlia. El 1354, Carles va creuar els Alps amb un petit exèrcit, va rebre la corona llombarda a la basílica de Sant Ambròs de Milà el 6 de gener de 1355, diada de l'Epifania, i va ser coronat rei d'Itàlia i dirigint-se en processó, emperador del Sacre Imperi Romanogermànic a la basílica de Sant Pere de Roma pel cardenal Pierre Bertrand de Colombier el 5 d'abril, dilluns de Pasqua i immediatament va tornar a Alemanya com havia acordat amb Innocenci VI, que estava a Avinyó mentre Gil de Albornoz lluitava per restablir l'autoritat papal sobre els Estats Pontificis.
El 1356 va promulgar la Butlla d'Or, un document que establia els procediments a seguir per les eleccions reials. Va donar el marcgraviat de Moràvia a un germà (Joan Enric), i va elevar el comtat de Luxemburg a ducat de Luxemburg per al seu altre germà Venceslau.
Dedicà esforços a l'expansió del Regne de Bohèmia, tot i que no sempre comptà amb el suport de la noblesa local. Incorporà a Bohèmia una part de l'Alt Palatinat (1355) i la Baixa Lusàcia (1367); aconseguí Brandenburg per al seu fill Wenceslau (1373); adquirí, per matrimoni, els ducats de Świdnica i Jawor, els quals completaren l'annexió de Silèsia a Bohèmia. Amb la seva coronació com a rei de Borgonya el 1365, es va convertir en el governant personal de tots els regnes del Sacre Imperi Romanogermànic.
Dedicà la seva atenció a Bohèmia: n'explotà les mines d'argent i hi fundà indústries noves (del cristall, del paper, tintoreria, etc); embellí Praga, on fundà la universitat el 1348. Escriví la seva autobiografia (Vita Caroli IV).
El 1376 va assegurar l'elecció del seu fill Venceslau com a rei dels romans, i després de dividir les seves terres entre els seus tres fills, va morir a Praga el novembre de 1378.

## Família
|  |                             |  |  |  |  |  |  |  |  |  |  |  |  |  |  |  |
|  | Comte Enric V de Luxemburg  |  |  |  |  |  |  |  |  |  |  |  |  |  |  |  |
|  |                             |  |  |  |  |  |  |  |  |  |  |  |  |  |  |  |
|  |                             |  |  |  |  |  |  |  |  |  |  |  |  |  |  |  |
|  | Comte Enric VI de Luxemburg |  |  |  |  |  |  |  |  |  |  |  |  |  |  |  |
|  |                             |  |  |  |  |  |  |  |  |  |  |  |  |  |  |  |
|  |                             |  |  |  |  |  |  |  |  |  |  |  |  |  |  |  |
|  | Emperador Enric VII         |  |  |  |  |  |  |  |  |  |  |  |  |  |  |  |
|  |                             |  |  |  |  |  |  |  |  |  |  |  |  |  |  |  |
|  |                             |  |  |  |  |  |  |  |  |  |  |  |  |  |  |  |
|  | Beatriu d'Avesnes           |  |  |  |  |  |  |  |  |  |  |  |  |  |  |  |
|  |                             |  |  |  |  |  |  |  |  |  |  |  |  |  |  |  |
|  |                             |  |  |  |  |  |  |  |  |  |  |  |  |  |  |  |
|  | Rei Joan I de Bohèmia       |  |  |  |  |  |  |  |  |  |  |  |  |  |  |  |
|  |                             |  |  |  |  |  |  |  |  |  |  |  |  |  |  |  |
|  |                             |  |  |  |  |  |  |  |  |  |  |  |  |  |  |  |
|  | Duc Enric III de Brabant    |  |  |  |  |  |  |  |  |  |  |  |  |  |  |  |
|  |                             |  |  |  |  |  |  |  |  |  |  |  |  |  |  |  |
|  |                             |  |  |  |  |  |  |  |  |  |  |  |  |  |  |  |
|  | Duc Joan I de Brabant       |  |  |  |  |  |  |  |  |  |  |  |  |  |  |  |
|  |                             |  |  |  |  |  |  |  |  |  |  |  |  |  |  |  |
|  |                             |  |  |  |  |  |  |  |  |  |  |  |  |  |  |  |
|  | Margarida de Brabant        |  |  |  |  |  |  |  |  |  |  |  |  |  |  |  |
|  |                             |  |  |  |  |  |  |  |  |  |  |  |  |  |  |  |
|  |                             |  |  |  |  |  |  |  |  |  |  |  |  |  |  |  |
|  | Margarida de Flandes        |  |  |  |  |  |  |  |  |  |  |  |  |  |  |  |
|  |                             |  |  |  |  |  |  |  |  |  |  |  |  |  |  |  |
|  |                             |  |  |  |  |  |  |  |  |  |  |  |  |  |  |  |
|  | Emperador Carles IV         |  |  |  |  |  |  |  |  |  |  |  |  |  |  |  |
|  |                             |  |  |  |  |  |  |  |  |  |  |  |  |  |  |  |
|  |                             |  |  |  |  |  |  |  |  |  |  |  |  |  |  |  |
|  | Rei Venceslau I de Bohèmia  |  |  |  |  |  |  |  |  |  |  |  |  |  |  |  |
|  |                             |  |  |  |  |  |  |  |  |  |  |  |  |  |  |  |
|  |                             |  |  |  |  |  |  |  |  |  |  |  |  |  |  |  |
|  | Rei Ottokar II de Bohèmia   |  |  |  |  |  |  |  |  |  |  |  |  |  |  |  |
|  |                             |  |  |  |  |  |  |  |  |  |  |  |  |  |  |  |
|  |                             |  |  |  |  |  |  |  |  |  |  |  |  |  |  |  |
|  | Cunegunda de Hohenstaufen   |  |  |  |  |  |  |  |  |  |  |  |  |  |  |  |
|  |                             |  |  |  |  |  |  |  |  |  |  |  |  |  |  |  |
|  |                             |  |  |  |  |  |  |  |  |  |  |  |  |  |  |  |
|  | Venceslau II Rei de Bohèmia |  |  |  |  |  |  |  |  |  |  |  |  |  |  |  |
|  |                             |  |  |  |  |  |  |  |  |  |  |  |  |  |  |  |
|  |                             |  |  |  |  |  |  |  |  |  |  |  |  |  |  |  |
|  | Cunegunda d'Eslavònia       |  |  |  |  |  |  |  |  |  |  |  |  |  |  |  |
|  |                             |  |  |  |  |  |  |  |  |  |  |  |  |  |  |  |
|  |                             |  |  |  |  |  |  |  |  |  |  |  |  |  |  |  |
|  | Elisabet de Bohèmia         |  |  |  |  |  |  |  |  |  |  |  |  |  |  |  |
|  |                             |  |  |  |  |  |  |  |  |  |  |  |  |  |  |  |
|  |                             |  |  |  |  |  |  |  |  |  |  |  |  |  |  |  |
|  | Rei Rodolf I                |  |  |  |  |  |  |  |  |  |  |  |  |  |  |  |
|  |                             |  |  |  |  |  |  |  |  |  |  |  |  |  |  |  |
|  |                             |  |  |  |  |  |  |  |  |  |  |  |  |  |  |  |
|  | Judit d'Habsburg            |  |  |  |  |  |  |  |  |  |  |  |  |  |  |  |
|  |                             |  |  |  |  |  |  |  |  |  |  |  |  |  |  |  |
|  |                             |  |  |  |  |  |  |  |  |  |  |  |  |  |  |  |
|  | Gertrudis de Hohenburg      |  |  |  |  |  |  |  |  |  |  |  |  |  |  |  |
|  |                             |  |  |  |  |  |  |  |  |  |  |  |  |  |  |  |
|  |                             |  |  |  |  |  |  |  |  |  |  |  |  |  |  |  |

Carles es va casar quatre vegades. La primera va ser amb Blanca de Valois (1316-1348), filla del comte Carles de Valois i germana de Felip VI de França. Tingueren dues filles:
- Margarida (1335-1349), esposaria a Lluís I d'Hongria.
- Caterina de Luxemburg (1342-1395), esposaria els ducs Rodolf IV d'Habsburg (1350) i Otó V de Baviera (1366)

En segones núpcies es va casar amb Anna de Baviera (1329-1353), filla del comte palatí Rodolf II. Tingueren un fill que morí infant:
- Venceslau (1350-1351)

El 1353 es casà amb Anna de Świdnica (1339-1362), única filla del duc Enric II de Świdnica. La parella va tenir dos fills, i Anna morí de part intentant donar un tercer fill a Carles el 1362:
- Venceslau (1361-1419), que succeiria a Carles com a rei d'Alemanya i de Bohèmia.
- Elisabet (1358-1373), esposaria al duc Albert III d'Àustria.

Finalment es casà amb Elisabet de Pomerània (v.1345-1393), filla del duc Bogilsau V de Pomerània. Tingueren sis fills:
- Anna (1366-1394), esposaria al rei Ricard II d'Anglaterra.
- Segimon (1368-1437), esdevindria rei d'Alemanya i emperador.
- Joan (1370-1396)
- Carles (1372-1373)
- Margarida (1373-1410)
- Enric (1377-1378)

## Llegat

### Avaluació
El regnat de Carles IV es va caracteritzar per una transformació en la naturalesa de l'Imperi i es recorda com l’Edat d'Or de Bohèmia. Va promulgar la Butlla d'or de 1356 per la qual s'establia la successió al títol imperial, que es va mantenir durant els quatre segles següents.
També va organitzar els estats de l'Imperi en confederacions de manteniment de la pau. En aquests, les ciutats imperials van tenir un paper destacat. La confederació suaba Landfriede de 1370 estava formada gairebé íntegrament per ciutats imperials. Alhora, les lligues van ser organitzades i dirigides per la corona i els seus agents. Igual que amb els electors, les ciutats que servien en aquestes lligues van rebre privilegis per ajudar en els seus esforços per mantenir la pau.
Va assegurar el seu domini sobre les fronteres orientals de l'Imperi mitjançant tractats de successió amb els Habsburg i la compra de Brandenburg. També va reclamar el senyoriu imperial sobre els estats croats de Prússia i Livònia.
El 2005, Carles IV va ocupar el primer lloc al programa de televisió Největší Čech, la sèrie derivada txeca del programa Greatest Britons de la BBC.

### Mecenatge de la cultura i les arts

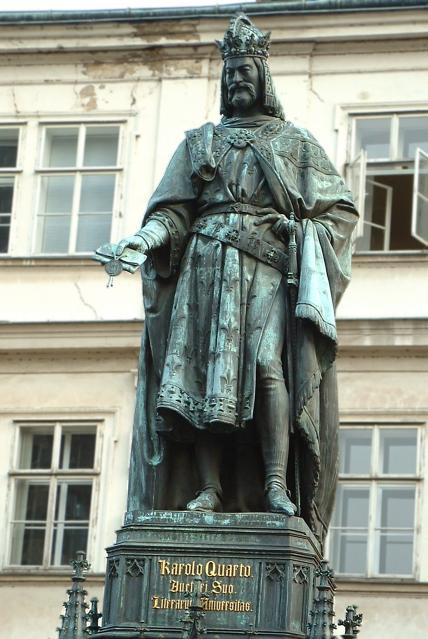
Estàtua de Carles IV prop del Pont de Carles (1848), Praga, d’Ernst Julius Hähnel

Praga es va convertir en la capital del Sacre Imperi Romanogermànic durant el regnat de Carles IV. El nom del fundador i mecenes reial roman en molts monuments i institucions, per exemple la Universitat de Carles, el Pont de Carles, la Plaça de Carles. L'art gòtic del Castell de Praga i part de la catedral de Sant Vit, de Peter Parler, també es van construir sota el seu mecenatge. Finalment, el primer floriment de la pintura manuscrita a Praga data del regnat de Carles. A l'actual República Txeca, encara se'l considera Pater patriae (pare de la pàtria o otec vlasti), un títol encunyat per primera vegada per Adalbertus Ranconis d'Ericinio al seu funeral.
Carles també tenia forts vincles amb Nuremberg, allotjant-se dins de les muralles de la ciutat 52 vegades i enfortint així la seva reputació entre les ciutats alemanyes. Carles va ser el mecenes de la Frauenkirche de Nuremberg, construïda entre 1352 i 1362 (l'arquitecte va ser probablement Peter Parler), on la cort imperial hi celebrava el seu culte durant les seves estades a Nuremberg.
La política imperial de Carles es va centrar en l'esfera dinàstica i va abandonar l'elevat ideal de l'Imperi com una monarquia universal de la cristiandat. El 1353, va concedir el Ducat de Luxemburg al seu germanastre, Venceslau. Va concentrar les seves energies principalment en el desenvolupament econòmic i intel·lectual de Bohèmia, on va fundar la universitat el 1348 i va encoratjar els primers humanistes. Va mantenir correspondència amb Petrarca i el va convidar a visitar la residència reial a Praga, mentre que l'italià esperava –sense èxit– que Carles traslladés la seva residència a Roma i reaperseguís la tradició de l’Imperi Romà.
La germana de Carles, Bona, es va casar amb el fill gran de Felip VI de França, el futur Joan II de França, el 1335. Així doncs, Carles era l'oncle matern de Carles V de França, que va sol·licitar el consell del seu parent a Metz el 1356 durant la revolta parisenca. Aquesta connexió familiar es va celebrar públicament quan Carles va fer una visita solemne al seu nebot el 1378, pocs mesos abans de la seva mort. Un relat detallat de l'ocasió, enriquit amb moltes miniatures esplèndides, es pot trobar a la còpia de Carles V de les Grans Cròniques de França.

### Castells
Castells construïts o establerts per Carles IV:
- Karlštejn, 1348–1355 a la regió de Bohèmia Central per a la custòdia de la Regalia Imperial, especialment la Corona Imperial del Sacre Imperi Romanogermànic (més tard també s'hi van guardar les Joies de la Corona Txeca)
- Kašperk (Karlsberg), 1356 a Kašperské Hory a la regió de Plzeň
- Lauf (Wenzelsburg): construït a la via que connecta Praga i Nuremberg al Palatinat de Bohèmia, a l'interior es conserven 112 escuts d'armes del Regne de Bohèmia
- Montecarlo a Itàlia
- Radyně (Karlskrone) - cap al 1360 a la regió de Plzeň
- Hrádek u Purkarce (Karlshaus) – cap al 1357
- Tepenec (Twingenberg, Karlsburg) a Jívová a la regió d'Olomouc
- Karlsfried

### Llocs anomenats en honor a Carles IV
República Txeca
- Karlovy Vary, una ciutat balneària
- Karlštejn, una ciutat més enllà del castell epònim
- Pont de Carles (Karlův most), Praga
- Universitat Carolina de Praga (Univerzita Karlova), Praga
- Múltiples places: la plaça Charles (Karlovo náměstí) a Praga i altres, per exemple a Brno, Kolín, Mělník etc.
- Múltiples carrers

Itàlia
- Montecarlo (Muntanya de Carles), un municipi

### Altres
- El bitllet de 100 corones txeques

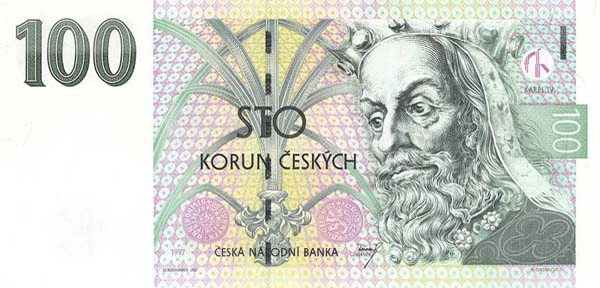
bitllet de 100 CZK

- 16951 Carolus Quartus, un asteroide